# Leestraat 12 (Baarn)
Leestraat 12 is een gemeentelijk monument in Baarn in de provincie Utrecht.
Het woonhuis op de hoek Leestraat -Spoorstraat is in 1861 gebouwd voor en door timmerman Jan Hendrik Boom. Door de afgeronde hoeken van de vleugels terug te laten komen in het middengedeelte wordt het oog naar de ingang getrokken. Opmerkelijk zijn ook de gebogen vensters op de hoeken van de vleugels.